# Uran Chas
Uran Chas (mongolisch Уран Хас) ist ein Ballett aus dem Jahr 1973 des mongolischen Komponisten Schamjangin Tschuluun (1928–1996). Tschuluun wurde 1928 geboren und ist einer der bekanntesten Komponisten der Mongolei.

## Handlung

### Erster Teil
Die Heimat ist durch das nördliche Ufer des Sees sowie die Felsen und Hügel geschmückt. Bei dem Felsen ist ein Ger so braun wie Rinde, in diesem Ger wohnt Uran Chas zusammen mit seiner Mutter. Er möchte wie ein Vogel fliegen und baut aus diesem Grund Flügel; währenddessen kommen alle Freunde seiner geliebten Frau Chandarmaa zu ihm und stören ihn. Bald kommt auch Chandarmaa. Chas zeigt den drei Frauen die Flügel, er erzählt, wie ein Vogel von dem hohen Felsen springen zu wollen. Aber sie trauen ihm nicht und machen sich darüber lustig, während Chas schon an der Spitze des Felsens ist, um zu springen. Die drei Frauen haben Angst. Zur gleichen Zeit versammeln sich alle Jungen und interessieren sich (fragen, was los ist).
Doch ist Chas von dem hohen Felsen gesprungen, ohne sich verletzt zu haben; Chandermaa macht sich um ihn Sorgen und die anderen Freunde freuen sich herzlich und haben Spaß. Wegen des Lärms kommt Chas’ Mutter; sie schaut begeistert und ist stolz auf ihren Sohn.
Chas zeigt seinen Freunden die zwölf Jahre, während er mit Hilfe der Uhr als Schatz tanzt, wie es die Freunde wünschen; zuerst zeigt er die erste sechs (Tierkreiszeichen) des Jahres durch Masken und die jungen Freunde machen sich über sein Talent und Glück lustig. Am Abend wird es dunkel, die Jungen der Heimat sind weg, dann macht das geliebte Paar Spaß und zeigt einander seine Liebe.

### Zweiter Teil
Der Kaiser hat von Chas gehört und kommt mit seinen Begleitern; er befiehlt Chas, sein Talent zu nutzen, damit er nach seinem Ziel streben könne, und nimmt ihn deshalb nach Churee mit. Seine Mutter, seine Freunde und seine geliebte verabschieden sich von ihm.

## Charaktere
- Chas
- Chandermaa
- zwei Freunde
- Kaiser
- Chas’ Mutter